# Темизканоглу, Огюн
Огюн Темизканоглу (нем. и тур. Ogün Temizkanoğlu; род. 6 октября 1969, Хамм, Северный Рейн-Вестфалия) — турецкий футболист и футбольный тренер. Играл на позициях полузащитника или центрального защитника. Выступал за сборную Турции.

## Клубная карьера
Огюн Темизканоглу, родившийся в Германии, начинал свою карьеру футболиста в турецком клубе «Трабзонспор». 14 января 1990 года он дебютировал в турецкой Первой лиге, в домашнем поединке против команды «Адана Демирспор». 22 сентября 1991 Огюн забил свой первый гол в рамках чемпионата Турции, сравняв счёт в гостевой игре с «Бурсаспором». 24 августа 1996 в домашнем матче против «Бешикташа» Огюн сделал дубль, а 15 марта 1998 года — хет-трик в домашнем поединке против «Самсунспора». Всего за «Трабзонспор» он провёл 10 сезонов, выиграв за это время несколько национальных кубков. Летом 1999 года Огюн перешёл в «Фенербахче», где отыграл ещё 4 года, став в 2001 году чемпионом Турции. В сезоне 2003/04 он выступал за клуб Суперлиги «Коньяспор», а в сезоне 2004/05 — за аутсайдера лиги «Себатспор», где и закончил свою карьеру футболиста.

## Достижения
«Трабзонспор»
- Обладатель Кубка Турции: 1991/92, 1994/95
- Обладатель Суперкубка Турции: 1995
- Обладатель Кубка премьер-министра Турции (2): 1994, 1996

«Фенербахче»
- Чемпион Турции: 2000/01